# Telfeser Straße
De Telfeser Straße (L337) is een ruim twee kilometer lange Landesstraße (lokale weg) in het district Innsbruck Land in de Oostenrijkse deelstaat Tirol. De weg sluit ten noordoosten van Fulpmes in het Stubaital aan op de Stubaitalstraße en vormt de belangrijkste toegangsweg voor Telfes im Stubai, waarnaar de weg vernoemd is. Halverwege splitst de Fulpmer Straße (L56) zich van de weg af. Het beheer van de straat valt onder de Straßenmeisterei Matrei am Brenner.